# 水俣協立病院
水俣協立病院（みなまたきょうりつびょういん）は、社会医療法人芳和会が熊本県水俣市桜井町に設置する病院。

## 概要
60床の地域包括ケア病床を備える。
2019年度の1日あたりの平均患者数は、一般病床：52.9、外来患者数：93.5、在宅患者数：7.7。　
社会福祉法に基づく無料定額診療事業を行っている。全日本民主医療機関連合会(民医連)に加盟している。

## 診療科
- 内科[1]
- 精神科[1]
- 神経内科[1]
- 呼吸器科[1]
- 消化器科[1]
- 循環器科[1]
- 放射線科[1]
- リハビリテーション科[1]

## 医療機関の認定
(この節の出典)
- 保険医療機関
- 労災保険指定医療機関
- 精神保健指定医の配置されている医療機関
- 生活保護法指定医療機関
- 原子爆弾被害者一般疾病医療取扱医療機関
- 公害医療機関
- 在宅療養支援病院
- 無料低額診療事業実施医療機関

## 差額ベッド代について
病院の理念により、差額ベッド料（個室料）を徴収していない。
「私たちが加盟している全日本民主医療機関連合会（民医連）の特徴として、差額ベッド料（室料）をいただいておりません。差額ベッド料（室料）をいただかない理由は、民医連が、「誰もが安心して受けられる医療・無差別な医療を目指している。」からです。私たちは、医療機関の一定の収入が得られる差額室料を頂かなくても、誰もが安心して十分な環境で療養ができる診療報酬を国に求めています。」(病院公式サイトより)

## 交通アクセス
- 肥薩おれんじ鉄道「水俣駅」より徒歩2分
- 九州新幹線「新水俣駅」下車、車で10分
- 九州産交バス「桜井町1丁目」停留所下車

## 関連施設
- くわみず病院 - 熊本市中央区
- 菊陽病院 - 菊池郡菊陽町

## 周辺
- 水俣病不知火患者会
- 水俣市駅前広場ふれあい館
- 水俣警察署水俣駅交番